# Kulturpalast Tschajka (Mariupol)

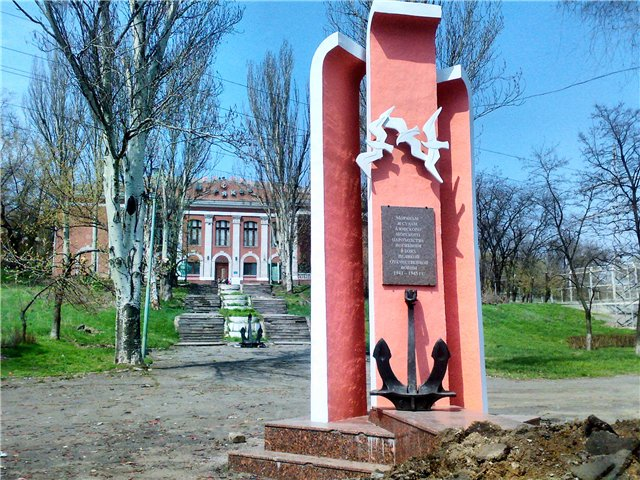
Zustand (2012) vor der Zerstörung

Der Kulturpalast Tschajka (ukrainisch Міський Палац Культури «Чайка», früher Kulturpalast der Matrosen (russisch Дворец Культуры Моряков); deutsch auch: Kulturpalast „Möwe“) befindet sich in Mariupol.

## Lage und Umgebung
Das Gebäude im Primorski Rajon der Stadt steht zwischen der Internationalen Straße (ukrainisch Вулиця Інтернаціональна) und dem Lunin-Prospekt (ukrainisch проспект Луніна, 71), in der Nähe des dritten Tores des Handelshafens von Mariupol. Vor dem Kulturpalast befindet sich die vergoldete Figur eines Matrosen, der in den Händen ein Steuerrad hält, sowie eine zweite vergoldete Figur, ebenfalls ein Matrose, aber mit Gewehr in der Hand. Durch die Lage auf einem Hügel ist es eines der markantesten Gebäude des Rajons.

## Geschichte
Der erste Kulturpalast der Matrosen entstand an derselben Straße, aber weiter südwestlich beim Seehandelshafen. Er wurde im Zweiten Weltkrieg niedergebrannt und die Brandruine wurde in den 1960er Jahren zu einem Firmensitz umgebaut. Im Jahr 1958 erbaute die Asowsche Schifffahrtsgesellschaft dieses neue Gebäude für Hafenarbeiter und Schifffahrer, das zunächst den Namen Kulturhaus der Matrosen trug und am 27. Februar 1959 eröffnet wurde. Als im Jahre 2000 das Bauwerk in den Besitz der Stadt kam, wurde es in Kulturpalast „Möwe“ umbenannt. Drei Figuren, die  fliegende Möwen abbilden, sind auch am Denkmal auf dem Platz vor dem Gebäude angebracht worden. Darunter eine Widmungstafel und ein Anker. Im Jahr 2019 gab es Überlegungen, das Gebäude dem Verteidigungsministerium der Ukraine zu übergeben, damit diese es für Offiziere einrichten könne.
Im Jahr 2021 wurde die umfassende Sanierung des Gebäudes begonnen und die Beantragung von Fördergeldern beschleunigt. Die Wände sollten verstärkt werden, Fenster, Türen und Böden ausgetauscht, eine Klimaanlage und dekorative Beleuchtung installiert und ein Wirtschaftsgebäude für die Vergrößerung der Parkanlage abgerissen werden. Mit dem Beginn des Russischen Überfalls auf die Ukraine wurde der Kulturpalast – neben dem Dramatheater, der Kunstschule, der Philharmonie, dem Kulturzentrum «Liwobereschna» und dem Zentrum für zeitgenössische Kunst «Hotel Continental» – am 25. Februar 2022 zu einem der sechs städtischen Schutzräume der Stadt bestimmt. Während der Belagerung von Mariupol wurde der Kulturpalast schwer beschädigt. Das Gebäude brannte komplett aus.

## Baubeschreibung
Das im Jahr 2022 zerstörte Gebäude besaß einen rechteckigen Grundriss. Wie zahlreiche andere Gebäude der 1950er Jahre in der Sowjetunion gehörte es zum Sozialistischen Klassizismus, was durch die Symmetrie, die Säulen und die angedeuteten Rundbögen verdeutlicht wird. Die Südostfassade wurde vertikal durch Säulen gegliedert, die die einzelnen Achsen voneinander abtrennten. Zentral befanden sich fünf Achsen, die im Erdgeschoss Fenster mit rundbogigen Fassungen aufwiesen, im Obergeschoss aber Fenster mit Segmentbögen. Diese fünf Achsen wurden von einem gemeinsamen Giebel bekrönt, an dem sich ein Anker befand, über dem Дворец Культуры deutsch Kulturpalast stand. Unter dem Anker stand noch lange Zeit nach der Umbenennung Моряков (deutsch Matrosen). Die beiden Enden der Südost-Fassade waren hervorgeschoben und wirkten somit wie kurze Flügelbauten, zu denen je ein Portikus mit zusätzlichen Säulen überleitete.

## Letzte Nutzung
Das Nationaltanztheater „Asowsche Möwen“ (ukrainisch Народний театр танцю «Азовські чайки») war 1976 das erste, das durch Deutschland und Polen tourte. Die ersten kreativen Austauschreisen führten 1991 nach Frankreich, was sich zur jährlichen Tradition entwickelte. Im Jahr 2019 besuchten seine Teilnehmer etwa das Internationale Festival Beregszaszi unnepi estek in Ungarn.
Das Volkskampfkunsttheater „Weißer Lotus“ trat im ukrainischen Pendant der Supertalent-Show Україна має таланти auf. Es absolvierte zudem internationale Auftritte, etwa in Frankreich beim Internationalen Festival BUDO EXPO 2018.
Das orientalische Tanzensemble „Darin“ trat mehrfach mit Rekordversuchen in Erscheinung.
Daneben gab es weitere künstlerische Gruppen, die im Kulturpalast auftraten:
- Tanzensemble „Assorti“
- Varieté-Tanzensemble
- Kindergruppe „Karusel“
- Folkloregruppe „Santini-Show“
- Nationale Varieté- und Zirkusgruppe „Oscar“
- Volkspantomimentheater „Comics“
- Volksensemble des ukrainischen Liedes „Live Dzherela“ (ab 35 Jahre)
- Kindermalatelier „Regenbogen“ (zuvor im Kulturpalast „Markochim“)[11]